# Edmund Turges
Edmund Turges spesso indicato anche come Edmund Sturges, (Petworth, ... – ...; fl. XV-XVI secolo) è stato un compositore inglese attivo a cavallo fra il XV ed il XVI secolo.

## Biografia
Poco si conosce della sua vita e le prime notizie dicono che venne ordinato diacono dal vescovo Ridley nel 1520, ed entrò nella Fraternity of St. Nicholas (corporazione dei diaconi della città di Londra) nel 1522.
Diverse composizioni a nome di Turges sono presenti nel Libro corale di Eton, una raccolta di manoscritti che riuscì a scampare alle distruzioni ordinate da re Enrico VIII nel periodo della Dissoluzione dei monasteri in Inghilterra fra il 1536 ed il 1541. Altre opere di Turges sono presenti in altri manoscritti come un Magnificat contenuto nel Libro corale Caius e composizioni contenute nel Fayrfax Book. Un Kyrie ed un Gloria sono attribuiti a Sturges nel Manoscritto Ritson. Almeno due messe e tre Magnificat sono andati smarriti, così come alcuni pezzi a sei voci contenuti nel King's College Inventory del 1529.

## Opere
Alcune delle sue più note opere sono:
- Gaude flore virginali
- Magnificat
- Kyrie
- Gloria